# Svend Aage Secher
Svend Aage Secher, Skovby (Ærø) grundlagde selskabet Energi Benzin, der havde tankstationer i Sønderjylland, på Fyn og på Ærø. Han blev landskendt for at sælge benzin billigere end konkurrenterne. Den store prisforskel fik andre selskaber til at påstå, at Secher snød med benzinafgifterne til staten. 
I 2004 blev Svend Aage Secher idømt 16 måneders fængsel samt en tillægsbøde på 7,4 millioner kroner for groft skattesvig og for at have undladt at betale knap 13 millioner kroner i benzinafgifter og moms til staten.
I 2006 startede han i samarbejde med andre selskabet Ærø Raps, der producerer koldpresset rapsolie til restauranter og produktionsvirksomheder. 
Svend Aage Secher er i bestyrelsen for det ærøske færgeselskab "Ærøfærgerne A/S"